# Günther Birkenfeld
Günther Birkenfeld (né le 9 mars 1901 à Cottbus, mort le 22 août 1966 à Berlin) est un écrivain allemand.

## Biographie
Après un doctorat de philosophie en 1923, il devient lecteur pour Paul Neff Verlag. De 1927 à 1930, il est secrétaire général de la Schutzverband deutscher Schriftsteller. En 1929, le roman Dritter Hof links est son plus grand succès. Après l'arrivée au pouvoir des nazis, le livre est interdit puis la nouvelle édition du roman Liebesferne en 1938 fait de Birkenfeld un auteur interdit. Il publie à destination du lectorat de l'émigration intérieure des romans biographiques, notamment sur Auguste dont les nazis ne perçoivent pas la comparaison critique.
Pendant la Seconde Guerre mondiale, il est enrôlé comme correspondant de la guerre aérienne.
Après la guerre, Birkenfeld reçoit de l'administration d'occupation américaine à Berlin en 1945, une licence d'éditeur et rédacteur en chef du journal Horizont. Le magazine n'est pas que du divertissement, il comprend des commentaires de l'actualité. Il s'arrête à cause du blocus de Berlin en 1948.
Au sein de la nouvelle Schutzverband deutscher Autoren validée par les Soviétiques en 1945, Birkenfeld adopte une aptitude ferme face aux auteurs favorables au nazisme. Quand Manfred Hausmann critique l'exil de Thomas Mann, Birkenfeld demande l'exclusion de Hausmann du premier congrès des écrivains allemands, tandis que Günther Weisenborn appelle à la réconciliation. Birkenfeld n'est pas écouté.
Birkenfeld fait quand même son discours au congrès en octobre 1947 et dénonce la persécution de Mikhaïl Zochtchenko et Anna Akhmatova par l'occupant soviétique déjà échaudé lors de ce congrès par Melvin Lasky.
Birkenfeld est l'un des vingt écrivains allemands qui participent au XXe congrès international du PEN club et veulent avec l'aide du président Hermon Ould et du secrétaire de la section des exilés Wilhelm Unger recréer la section allemande. Ce groupe se réunit de nouveau en novembre 1948 à Göttingen sous la direction de Hermann Friedmann.
Refusant le blocus de Berlin, Günther Birkenfeld cesse de travailler avec Johannes R. Becher. Il est un fondateur de la Freien Kulturbundes, contre-organisation à l'association culturelle de la RDA, puis le "Groupe de lutte contre l'inhumanité". En 1950, il est directeur du bureau berlinois du Congrès pour la liberté de la culture. Birkenfeld, Theodor Plievier et Rudolf Pechel demandent l'exclusion du groupe Becher du PEN club allemand. En 1951, se forme le PEN club ouest-allemand présidé par Erich Kästner.
Günther Birkenfeld est éditorialiste politique de la Rundfunk im amerikanischen Sektor et lecteur pour Suhrkamp Verlag. Lorsque Max Schröder, lecteur d'Aufbau, maison d'édition d'origine soviétique, permet la publication de Les morts restent jeunes, roman d'Anna Seghers, Birkenfeld demande la modification d'un passage où, entre les soldats de la Wehrmacht et les prisonniers soviétiques, il y avait de la haine mais il y aurait eu aussi de l'amitié. Après que Peter Suhrkamp relativise cette demande, Erich Wendt, l'éditeur de Seghers, trouve un compromis.
Günther Birkenfeld est membre de la Deutsche Akademie für Sprache und Dichtung à son fondation en 1949.
Il est enterré au cimetière boisé de Berlin-Zehlendorf.